# Scrophulariales
Ordre
Classification APG II (2003)
Classification APG III (2009)
L'ordre des Scrophulariales regroupe des plantes dicotylédones. En classification de Cronquist (1981) il comporte 12 familles :
- famille Acanthacées
- famille Bignoniacées
- famille Buddléjacées
- famille Gesnériacées
- famille Globulariacées
- famille Lentibulariacées
- famille Mendonciacées
- famille Myoporacées
- famille Oléacées (famille de l'olivier)
- famille Orobanchacées
- famille Pédaliacées
- famille Scrofulariacées

En classification phylogénétique cet ordre n'existe pas ; la plupart de ces plantes sont situées maintenant dans l'ordre des Lamiales.